# Strombulidens longirostris
Strombulidens longirostris là một loài rêu trong họ Ditrichaceae. Loài này được M. Fleisch. W.R. Buck mô tả khoa học đầu tiên năm 1981.